# Oskar Dev
Oskar Dev, slovenski pravnik, skladatelj in zborovodja, * 2. december 1868, Planina na Notranjskem, † 3. avgust 1932, Maribor.

## Življenje in delo
Glasbeno je nanj vplival že Hugolin Sattner na novomeški gimnaziji. V letih 1885−88 je obiskoval šolo Glasbene Matice v Ljubljani in cerkveno glasbeno šolo »Ambrosiusvereina« na Dunaju pod vodstvom Julija Böhma. Iz prava je diplomiral na Dunaju. V času študija na Dunaju je bil tam zborovodja društva Slovenija in Slovenskega pevskega društva.
Po diplomi je deloval kot sodnik v Škofji Loki, Kranju in Mariboru, kjer je nazadnje opravljal službo deželnega sodnega svetnika; tu je 1919 ustanovil Glasbeno matico Maribor, kateri je bil vrsto let predsednik in zborovodja, ter vrsto zborov in glasbeno šolo.
Zložil je več skladb za moške in mešane zbore in samospevov s spremljavo klavirja (v izdajah Glasbene Matice in v Novih Akordih). Nabiral in harmoniziral je narodne  pesmi, med temi okrog 400 koroških. Po njem prirejene narodne pesmi sta izdala deloma Schwentner v Ljubljani, deloma ljubljanska Glasbena Matica.